# Jean-Gabriel Causse
Jean-Gabriel Causse est un écrivain et designer français né en 1969 à Rodez. Spécialisé dans la couleur, il l'aborde non seulement d’un point de vue esthétique ou tendance mais aussi en tenant compte des influences qu’elles peuvent avoir sur nos perceptions et nos comportements,,,. 
C'est l'auteur des romans Les Couleurs Invisibles, L’algorithme du cœur et Les Crayons de Couleur ainsi que de l'essai L'Etonnant pouvoir des couleurs.

## Biographie
Diplômé de l’École supérieure de publicité en 1992, Jean-Gabriel a été créatif publicitaire de 1993 à 2007 chez BBDO, BDDP&FILS puis DDB. Il a été élu créatif français de l’année 2002 par le journal CB News.
Il crée en 2007 la marque de textile Bluebretzel qui s’appuie exclusivement sur des couleurs de légendes comme les yeux de Mona Lisa, le bleu de la terre vu depuis Apollo 17, le sorbet Framboise de Berthillon, le vert de la 2CV verte de 1976, etc.,,,.
Depuis 2007, Jean-Gabriel Causse donne des conseils en couleurs dans tous les domaines (automobile, textile, packaging, aménagement d'intérieur, etc.).
Au Japon, il est le designer du groupe Onward Textile (Joseph, Jil Sander, DKNY Asie, 23ku, etc.) où, depuis 2009, il définit des gammes chromatiques et crée des événements autour de la couleur. Il a, par exemple, reconstitué à partir de 2000 polos, un des autoportraits de Van Gogh de Saint Rémy à Tokyo aux couleurs exactes du tableau ou encore les Couleurs of Love juste après les événements de Fukushima.
Sous l’autorité des professeurs Marcel Rufo et David Da Fonseca, il a déterminé en 2012 les couleurs de l'Espace Méditerranéen de l'Adolescence, hôpital de pédopsychiatrie de Marseille en fonction des pathologies des adolescents, des couleurs qu’il a mises en scène par des trompe-l'œil,.
Jean-Gabriel Causse est membre du Comité Français de la Couleur depuis 2007 où l’on réfléchit à l’évolution des tendances de la couleur dans la mode, le luxe, la décoration, les arts ménagers, etc..
Il publie L’Étonnant Pouvoir des couleurs en mai 2014 où sont compilées l’essentiel des études universitaires et scientifiques récentes sur les influences des couleurs. Cet ouvrage grand public dévoile le pouvoir de la couleur quel qu’en soit le domaine : psychologie, relaxation, apprentissage, mémorisation, créativité, décoration, marketing, mode, désir sexuel, etc.,,.
Il est aussi conférencier, spécialiste des influences des couleurs,, et chroniqueur chez Maison Française Magazine,, depuis 2014.

## Œuvres
- Les Couleurs impressionnistes (Tokyo 2010)
- Les Couleurs of Love (Tokyo 2011)
- Les Couleurs de l'espace Arthur (Marseille 2012)
- Les Couleurs de l’hôpital « Le Relais » association Serena (Marseille 2014)
- L’Étonnant Pouvoir des couleurs (2014) – éditions du Palio /j’ai lu (France) – édition édito (Canada)  – Ponte Alle Grazie (Italie) – Carl Hanser Verlag (Germany) – Kosmos (Netherlands) – Ateneo (Argentina) – Sinbad (Russia) – CCC Media House (Japan) – Business Weekly (Taiwan) – Business Weekly Hong-Kong)  - Chu Chen Books (China) – Esoop (Korea) – Pegasus (Turkey) – Sonia Draga (Poland) – Ateneo (Latine America) - Edito (Quebec) – Melotrade Partvonal Kiado (Hungary) – Michal Rybka Publisher Czech Republic)
- Les Crayons de Couleur  Roman – Flammarion (France - Septembre 2017) - Edition Braille CTEP (août 2017)
- L'algorithme du cœur, Éditions Flammarion, 2019
- Les couleurs invisibles, Éditions Flammarion, 2022

## Sources
1. ↑  France 2 - Elice Lucet
2. ↑  Ça commence bien VTele
3. ↑  Ici Radio Canada - Comment les couleurs nous influencent
4. ↑  Interview RTL - Laetitia Nallet et Thomas Hugues
5. ↑  Le club des DA - Total
6. ↑  Le club des DA - Sos racisme
7. ↑  Le club des DA - Pub Rossignol
8. ↑  French color wheel
9. ↑  Ecocentric
10. ↑  Bluebretzel : Ça c'est de la couleur !
11. ↑  Citroën et le commerce équitable
12. ↑  Designer chez Onward - Japon
13. ↑  Onward Kashiyama Couleurs Par Jean-Gabriel Causse, 2700 Shirts Create Van Gogh Portrait w/ 24 Different Shirts!
14. ↑  20 minutes - Rufo ouvre son hôpital pour ados
15. ↑  Agathe Westendorp, « L’hôpital des troubles de l’enfance », La Provence,‎ 30 mars 2014 (lire en ligne [PDF])
16. ↑  Le comité Français de la couleur
17. ↑  Europe 1 - C’est arrivé demain
18. ↑  RTL - L’influence insoupçonnée des couleurs dans notre vie
19. ↑  Huffingtonpost - Y aurait-il un rapport entre la fréquence de nos rapports sexuels et la couleur dominante de notre chambre
20. ↑  TedX - Dunkerque - Le pouvoir des couleurs
21. ↑  Creative morning - L'étonnant pouvoir des couleurs
22. ↑  Infopresse Montréal - Quelles tendances marqueront le marketing en 2015?
23. ↑  Maison Française magazine n9 - Vive le rouge vif !
24. ↑  Maison Française magazine n10 - Le marsala, couleur 2015
25. ↑  Maison Française magazine n11 - Allez les verts !